# Виноградец, Дмитрий Николаевич
Дмитрий Николаевич Виноградец (укр. Дмитро Миколайович Виноградець; род. 25 мая 1985) — украинский спортсмен-паралимпиец, заслуженный мастер спорта Украины.

## Биография
Окончил школу, поступил в институт. Вместе с друзьями пошли отмечать это радостное событие на реку. Там Дмитрий неудачно прыгнул в воду — сломал шейный позвонок, став инвалидом. Нашел в себе силы заняться спортом. В настоящее время занимается в секции плавания Полтавского областного центра «Инваспорт». Тренируется у Галины Бойко.
Является многократным победителем и призёром Паралимпийских игр 2008, 2012 и 2016 годов, а также чемпионатов мира (2013, 2015) и Европы (2009, 2014, 2016).

## Награды
- Награждён орденами «За заслуги»:
  - III степени (7 октября 2008) — «За достижение высоких спортивных результатов на XIII летних Паралимпийских играх в Пекине (Китайская Народная Республика), проявленное мужество, самоотверженность и волю к победе, подъем международного авторитета Украины»[3].
  - II степени (17 сентября 2012) — «За достижение высоких спортивных результатов на XIV летних Паралимпийских играх в Лондоне, проявленное мужество, самоотверженность и волю к победе, подъем международного авторитета Украины»[4].
  - I степени (4 октября 2016) — «За достижение высоких спортивных результатов на XV летних Паралимпийских играх 2016 года в городе Рио-де-Жанейро (Федеративная Республика Бразилия), проявленное мужество, самоотверженность и волю к победе, утверждение международного авторитета Украины»[5].
- Почётный гражданин Полтавы (2009).[6]